# Pandémie de Covid-19 en Andorre
La pandémie de Covid-19 en Andorre démarre officiellement le 2 mars 2020. À la date du 5 novembre 2022, le bilan est de 155 morts.

## Chronologie

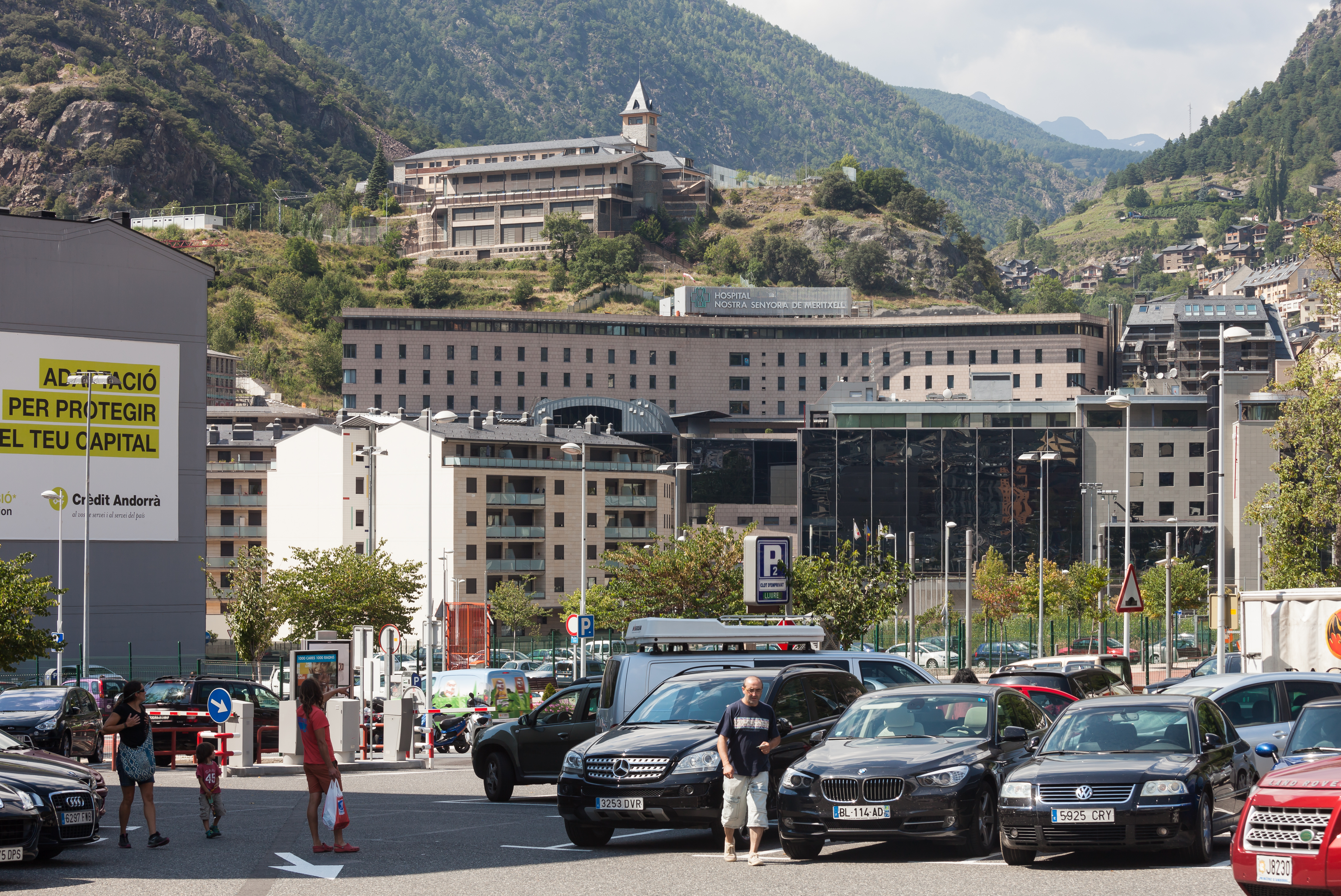
Hôpital Nostra Senyora de Meritxell, à Escaldes-Engordany.

Dans une allocution le 13 mars, le chef du gouvernement Xavier Espot annonce la fermeture de tous les établissements publics, sauf les commerces et entreprises indispensables. Le jour suivant, les célébrations du jour de la Constitution n'ont pas lieu. Les activités culturelles sont elles aussi stoppées.
Les déplacements sont fortement limités, et sont uniquement possibles en cas de problèmes médicaux ou pour s'approvisionner. La vente d'alcool et de tabac est interdite aux touristes, et est fortement limitée pour les résidents.
En avril 2020, le gouvernement d'Andorre annonce que tous les habitants de la principauté vont être dépistés deux fois au coronavirus. Pour ce faire, 150 000 tests de dépistage sont commandés en Corée du Sud. Les opérations de dépistage de la population commencent le 27 avril.
La 19e édition des Jeux des petits États d'Europe (JPEE) qui devait se tenir en Andorre du 31 mai au 5 juin 2021 est annulée. Le comité olympique d'Andorre annonce un possible report pour 2025, l'édition de 2023 étant déjà attribuée à Malte.
Les conséquences de la pandémie et la fermeture des frontières font qu'au bout de 75 jours, l'activité économique n'est plus qu'à 20 % de sa capacité habituelle. Le gouvernement andorran décide donc dès le 25 mars 2020 de demander une aide financière à la France, d'abord auprès de Bruno Le Maire, ministre français de l'Économie, puis le 2 avril suivant auprès de son co-prince Emmanuel Macron. Cette aide est refusée.
Le 10 février 2021, la campagne de vaccination débute en faveur des personnels médicaux et des personnes en résidences pour personnes âgées.
Le 14 janvier 2022, 81,7% de la population a reçue deux doses de vaccins.

## Statistiques
Évolution du nombre de personnes infectées par la Covid-19 en Andorre
Pour des raisons techniques, il est temporairement impossible d'afficher le graphique qui aurait dû être présenté ici.

Évolution du nombre de nouveaux cas confirmés par jour en Andorre
Pour des raisons techniques, il est temporairement impossible d'afficher le graphique qui aurait dû être présenté ici.

Évolution du nombre de morts de la Covid-19 en Andorre
Pour des raisons techniques, il est temporairement impossible d'afficher le graphique qui aurait dû être présenté ici.